# Добротово (Кролевецкий район)
Добротово (укр. Добротове) — село,
Добротовский сельский совет,
Кролевецкий район,
Сумская область,
Украина.
Код КОАТУУ — 5922683001. Население по переписи 2001 года составляло 736 человек .
Является административным центром Добротовского сельского совета, в который, кроме того, входит село
Терехово.

## Географическое положение
Село Добротово находится на берегу реки Коропец.
На расстоянии в 1 км расположено село Терехово.

## История
- Село Добротово известно с конца XVII века.

## Экономика
- «Обрий», ООО.
- МП «Свитанок».

## Объекты социальной сферы
- Детский сад.
- Школа І-ІІ ст.

## Достопримечательности
- Братская могила советских воинов среди которых похоронен Герой Советского Союза Костенко А. М.